# Petite Tobago
Pour les articles homonymes, voir Bird of Paradise.
Ne doit pas être confondue avec l'île de Petite Dominique dans l'archipel des Grenadines qui est aussi appelée Petite Tobago.
La Petite Tobago (Little Tobago) aussi appelée île des Oiseaux de Paradis (Bird of Paradise Island) ou île Ingram (Ingram Island) est une île dépendante de  Trinité-et-Tobago, située en mer des Caraïbes.